# فلوت

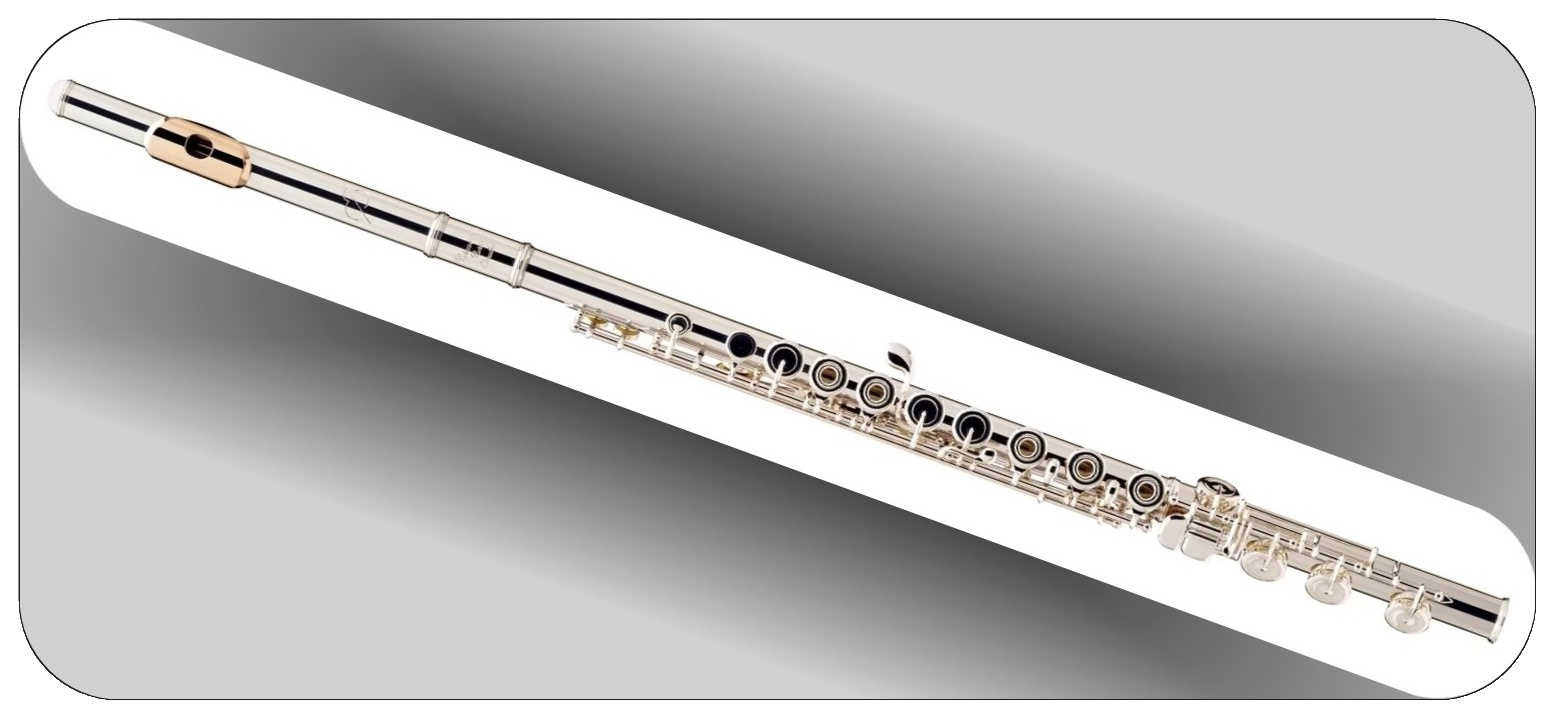
الناي الإفرنجي

الناي الإفرنجي أو الناي الأفقي المعروف أيضًا بالفلوت (بالإنجليزية: Flute)، هو آلة نفخية مصنوعة غالبًا من المعدن، وتتراوح المواد المستخدمة في صناعته بين الفضة، الذهب، البلاتين، وأحيانًا الخشب. يبلغ طول الفلوت حوالي 66 سم، ويتميز بمدى صوتي يمتد إلى ثلاثة أوكتافات. يعود استخدام الفلوت إلى أواسط القرن التاسع عشر ويعود الفضل في تطوير صناعة هذه الآلة إلى العازف الألماني ثيوبالد بوهم، وقد استخدمت في أوروبا ضمن الآلات الموسيقية للفرق العسكرية، وحاليًا تستخدم ضمن فرق الآلات النفخية أو فرق الأوركسترا.

## كيفية إنتاج الصوت في الناي الإفرنجي
يصدر الصوت في الفلوت عندما يرتطم الهواء الداخل بأنبوب الفلوت بالجدار الداخلي للآلة. يحتوي الفلوت على ثمانية ثقوب رئيسية تستخدمها أصابع اليدين، بالإضافة إلى اثني عشر مفتاحاً، كل منها مرتبط بثقب معين. يؤدي الضغط على هذه المفاتيح إلى تغييرات في التدرج الصوتي الناتج عن الآلة. تتغير النغمات الموسيقية في الفلوت بناءً على طول العمود الهوائي داخل الأنبوب. عند فتح أو إغلاق الفتحات الموجودة على سطح الأنبوب، يتم التحكم في طول هذا العمود الهوائي، مما يؤدي إلى تغيير العلامة الموسيقية الصادرة.

## أشهر مقطوعات الفلوت
هناك العديد من المقطوعات الشهيرة التي تُعزف على آلة الفلوت (الناي الإفرنجي)، والتي تتضمن أعمالًا كلاسيكية مميزة ألّفها كبار المؤلفين الموسيقيين. إليك بعض أشهر هذه المقطوعات:
- "Bach – Suite No. 2 in B Minor, BWV 1067" تعد هذه المقطوعة من تأليف يوهان سباستيان باخ واحدة من أشهر الأعمال التي تتضمن الفلوت، حيث تتميز الحركة الأخيرة "Badinerie" بنغماتها السريعة والمبهجة، وهي تُعتبر تحديًا تقنيًا رائعًا لعازفي الفلوت.
- "Mozart – Flute Concerto No. 1 in G Major, K. 313" يعتبر هذا الكونشيرتو من أشهر أعمال الفلوت التي ألفها موزارت، حيث يعكس الأناقة والوضوح في التوزيع الموسيقي، ويبرز الفلوت كآلة رئيسية بطريقة مرهفة وجذابة.
- "Debussy – Syrinx" مقطوعة "Syrinx" للمؤلف الفرنسي كلود ديبوسي تُعتبر من أجمل الأعمال التي كتبت للفلوت منفردًا. تعبر هذه المقطوعة عن جو هادئ وساحر، وتظهر الفلوت بإحساس عاطفي عميق.
- "Reinecke – Flute Concerto in D Major, Op. 283" هذا الكونشيرتو من تأليف كارل رينيكه يعد من أكثر الأعمال الرومانسية شهرة للفلوت والأوركسترا، وهو يبرز الجوانب الغنائية والصوتية للفلوت بشكل رائع.
- "Prokofiev – Sonata for Flute and Piano in D Major, Op. 94" تعد هذه السوناتا من أبرز أعمال الفلوت في القرن العشرين، وقد ألّفها سيرجي بروكوفييف خلال فترة الحرب العالمية الثانية. تتميز بتنوع ألحانها وجمالها الفني.
- "Carl Philipp Emanuel Bach – Flute Concerto in D Minor, H. 425" هذا الكونشيرتو، من تأليف كارل فيليب إيمانويل باخ (ابن يوهان سباستيان باخ)، يتميز بالعمق العاطفي والإبداع في الكتابة للفلوت، ويعد من الأعمال الكلاسيكية الرائعة.
- "Poulenc – Sonata for Flute and Piano" هذه السوناتا للمؤلف الفرنسي فرانسيس بولنك هي واحدة من الأعمال المميزة في موسيقى القرن العشرين. تجمع بين الألحان الجذابة والإيقاعات المتغيرة، مما يجعلها محببة لدى عازفي الفلوت.

## أشهر عازفي الفلوت
هناك العديد من عازفي الفلوت الذين تركوا بصمة بارزة في عالم الموسيقى الكلاسيكية والحديثة. إليك أشهرهم:
1. جيمس غالواي (James Galway): يُعد السيد جيمس غالواي من أشهر وأهم عازفي الفلوت في العالم. وُلد في أيرلندا الشمالية ويُلقب بـ"رجل الفلوت الذهبي" نظرًا لاستخدامه فلوت مصنوع من الذهب. اشتهر بأدائه الاستثنائي وقدرته على تنويع أساليب العزف من الموسيقى الكلاسيكية إلى الشعبية، ويعتبر مرجعًا لعازفي الفلوت حول العالم.
2. إيمانويل باهو (Emmanuel Pahud): يُعتبر إيمانويل باهو أحد أفضل عازفي الفلوت في العصر الحديث. يشغل منصب العازف الأول في أوركسترا برلين الفيلهارمونية، وهو معروف بمهاراته التقنية العالية وتنوع أسلوبه في الأداء. يتميز بقدرته على الانتقال بين العصور الموسيقية المختلفة بأداء فائق الجودة.
3. جان-بيير رامبال (Jean-Pierre Rampal): يُعتبر جان-بيير رامبال الأب الروحي لإحياء الفلوت كآلة موسيقية رئيسية في القرن العشرين. كان من أوائل العازفين الذين قدموا الفلوت كآلة منفردة في الحفلات الموسيقية. أسلوبه الرقيق والعاطفي جعله من أكثر عازفي الفلوت تأثيرًا في العالم.
4. مارسيل مويز (Marcel Moyse): مارسيل مويز هو أحد كبار عازفي الفلوت الفرنسيين، وأيضًا من أبرز المعلمين لعازفي الفلوت. كتب العديد من الأعمال التعليمية التي تستخدم حتى اليوم، وتأثيره كبير على أجيال عديدة من العازفين.
5. باولا روبسون (Paula Robison): باولا روبسون عازفة فلوت أمريكية بارزة تتمتع بشهرة عالمية، حيث تعد واحدة من أوائل العازفات الأمريكيات اللواتي حصلن على شهرة كبيرة في مجال عزف الفلوت. تتميز بأسلوبها الموسيقي المتميز وتنوعها في العزف.
6. جوليوس بيكر (Julius Baker): يُعد جوليوس بيكر من أهم عازفي الفلوت في أمريكا. كان عازفًا رئيسيًا في أوركسترا نيويورك الفيلهارمونية، ودرس في كبرى المعاهد الموسيقية الأمريكية، مما جعله مؤثرًا بشكل كبير في تعليم وتطوير فن الفلوت.
7. ماغالي سيمونيه (Magali Mosnier): ماغالي سيمونيه هي عازفة فرنسية بارزة، وتُعتبر من ألمع الأسماء الصاعدة في عالم عزف الفلوت. نالت جوائز عدة بفضل براعتها في الأداء والتقنية العالية التي تتمتع بها.